# Josef Weiler
Josef „Sepp” Weiler (ur. 22 stycznia 1921 w Oberstdorfie, zm. 24 maja 1997 w Kempten) – niemiecki skoczek narciarski, który w latach 1937–1957 występował w reprezentacji III Rzeszy, a następnie Niemiec Zachodnich.

## Życiorys
Zadebiutował w reprezentacji swego państwa w 1937 na zawodach w Oslo, na skoczni Holmenkollen. W 1938 wziął już udział w zawodach rozgrywanych na mistrzostwach świata w narciarstwie klasycznym w Lahti, w których zajął 29. miejsce. Następne mistrzostwa świata, w których brał udział, były rozgrywane w 1941 w Cortinie d’Ampezzo. W 1946 Międzynarodowa Federacja Narciarska (FIS) unieważniła te mistrzostwa, na których Josef Weiler zajął 4. miejsce.
W czasie II wojny światowej służył w armii niemieckiej na terenie Związku Radzieckiego. Jednakże po jej zakończeniu kontynuował swoją karierę sportową.
W czasie pobytu na Węgrzech, mimo że w trakcie zawodów rozpoznał i uścisnął dłoń Stanisława Marusarza, który jako kurier AK pod zmienionym nazwiskiem ukrywał się w Budapeszcie, nie wydał go.
Po wojnie sportowcy niemieccy zostali wykluczeni z zawodów rozgrywanych za granicą. Z tego powodu również Josef Weiler nie startował w konkursie skoków narciarskich podczas V Zimowych Igrzysk Olimpijskich 1948 w Sankt Moritz.
W zawodach rangi mistrzowskiej wziął udział dopiero w konkursach skoków narciarskich rozegranych podczas VI Zimowych Igrzysk Olimpijskich 1952 w Oslo, gdzie zajął 8. miejsce oraz na Mistrzostwach Świata w Narciarstwie Klasycznym 1954 w Falun, gdzie zajął 26. miejsce. W 1956 był członkiem reprezentacji swojego państwa podczas VII Zimowych Igrzysk Olimpijskich 1956 w Cortina d’Ampezzo, ale wrócił do domu jeszcze przed zawodami, po tym gdy zmarła jego matka. Wystartował także w 1953 w pierwszej edycji Turnieju Czterech Skoczni, w którym został sklasyfikowany na 5. miejscu. Wziął jeszcze udział w tej imprezie w sezonach 1953/1954 oraz 1955/1956.
Ponadto wraz z dwoma innymi narciarzami pochodzącymi z Oberstdorfu, Heini Klopferem i Toni Brutscherem, podjął inicjatywę budowy skoczni mamuciej w Oberstdorfie. Pierwsze zawody na nowym obiekcie przeprowadzono w 1950 roku. Josef Weiler był pierwszym zwycięzcą Międzynarodowego Tygodnia Lotów Narciarskich. Był także jednym z trzech skoczków, którzy ustanowili podczas tych zawodów rekord świata w długości skoku. Jego rekordowy skok na odległość 127 m miał miejsce 2 marca 1950 roku. W 1952 roku po raz drugi został zwycięzcą Tygodnia Lotów Narciarskich, wygrywając tę imprezę ex aequo z Hansem Bjørnstadem.
W 1953 roku wystartował w pierwszej edycji Turnieju Czterech Skoczni, w klasyfikacji generalnej imprezy uplasował się na piątym miejscu ex aequo z Toivo Laurenem. W późniejszym czasie pojawiał się jeszcze w pojedynczych konkursach rozgrywanych w ramach Turnieju Czterech Skoczni. W 1951 roku wystartował natomiast w Turnieju Szwajcarskim, zajął w nim czternaste miejsce.
Był dziadkiem innego niemieckiego skoczka narciarskiego, Franka Löfflera.

## Igrzyska olimpijskie
| 1952 Oslo | 8. miejsce |

## Mistrzostwa świata
| 1938 Lahti | 29. miejsce |
| 1954 Falun | 26. miejsce |